# Субедар
Субедар — звання молодшого офіцера в індійській армії; старший унтер-офіцер в пакистанській армії, а раніше — офіцер віце-короля в британсько-індійській армії.

## Історія
Субедар або субадар був другим за висотою званням індійського офіцера в збройних силах Британської Індії, рангом нижче «британських офіцерів» і вище «місцевих унтер-офіцерів». Індійські офіцери отримували це звання на основі як тривалості служби, так і особистих заслуг.
Під британським правлінням рісальдар був кавалерійським еквівалентом субедара. Субедар/ Рісальдар мав звання старшого Джемадара та молодшого Субедар-майора/Рісальдар-майора в піхотному/кавалерійському полку індійської армії. І Субедари, і Рисальдари носили дві зірки як знаки розрізнення.
Це звання було введено в президентських арміях Ост-Індської компанії (Бенгальська армія, Мадраська армія та Бомбейська армія), щоб полегшити британським офіцерам спілкування з індійськими військами. Таким чином, субедарам було важливо володіти деякими знаннями англійської мови. У наказі від листопада 1755 року структура піхотної роти у щойно створених піхотних полках ІОІК передбачала одного субедара, чотирьох джемадарів, 16 унтерофіцерів і 90 сипаїв (рядових солдатів). Це мало залишатися приблизною пропорцією, поки пізніше у XVIII столітті кількість британських молодших офіцерів у полку не збільшилася.
До 1866 року це звання було найвищим, якого міг отримати індійський солдат в армії Британської Індії. Влада субедара була обмежена іншими індійськими військами, і він не міг командувати британськими військами. Підвищення по рядах і, як правило, підвищення за вислугою років на основі тривалої служби; типовим субедаром цього періоду був відносно літній ветеран з обмеженою англійською мовою, чий великий полковий досвід і практичні знання не відповідали формальній освіті чи навчанню.
До поділу Індії субедари були відомі як офіцери віце-короля. Після 1947 року цей термін було змінено на молодші офіцери. Лише в 1930-х роках значна кількість індійських кадетів почали призначатися королівськими офіцерами або з Сандхерста, або з Індійської військової академії в Дехра Дун.
До 1858 року субедари носили два еполети з невеликою бахромою на кожному плечі. Після 1858 року вони носили два схрещених золотих мечі або, у полках гуркхів, два схрещених золотих кукрі на кожній стороні коміра туніки або на правій груді курти. Після 1900 року субедари носили по дві піпси на кожному плечі. Після Першої світової війни запровадили червоно-жовто-червону стрічку під кожною зірочкою. Після Другої світової війни цю стрічку перемістили між наплечним титулом і відзнакою звання (дві латунні зірки на обох плечах).
У період британського правління субедари та інші військові команди носили характерну уніформу, яка поєднувала риси британського та індійського військового одягу.

## Після Незалежності
Після здобуття незалежності, яка прийшла в 1947 році з поділом Індії, колишня індійська армія була розділена між Індією та Пакистаном. 

### Індійська армія
В індійській армії це звання було підвищено до другого за старшинством молодшого офіцера зі стрічкою на плечовому погоні, двома золотими зірками з золото-червоно-золотою смугою внизу. Молодші офіцери індійської армії еквівалентні офіційним офіцерам групи B в Індії.

### Пакистанська армія
В армії Пакистану звання було збережено як старший молодший офіцер, але відмітна стрічка на плечевому погоні тепер червоно-зелено-червоний.